# Constantin Virgil Gheorghiu
Constantin Virgil Gheorghiu (Războieni, 15 de septiembre de 1916-París, 22 de junio de 1992) fue un escritor rumano, conocido por su novela La hora 25 (1949).

## Vida
Nació en Valea Alba, una aldea en la comunidad de Războieni, condado de Neamț, en Moldavia. Su padre fue un sacerdote ortodoxo en Petricani. Buen estudiante, asistió al instituto en Chișinău desde 1928 hasta junio de 1936 y  después estudió filosofía y teología en las Universidades de Bucarest y Heidelberg. 
Entre 1942 y 1943, durante el régimen del general Ion Antonescu, trabajó para el Ministerio de Asuntos Exteriores de Rumanía como secretario de embajada. Se exilió voluntariamente cuando las tropas soviéticas entraron en Rumanía en 1944. Arrestado al final de la II Guerra Mundial por las tropas americanas, finalmente se estableció en Francia en 1948. Un año más tarde publicó la novela La hora 25 (en rumano: Ora 25; en francés: La vingt-cinquième heure; en inglés: The twenty-fifth hour) escrita durante su cautiverio.
En 1952 estalló un escándalo en París: se descubrió que antes de abandonar Rumanía, Gheorghiu había escrito un libro (Ard malurile Nistrului, 1941), que de aquí en adelante no sería publicado en francés, en el que atacaba a "los judíos maliciosos" y alababa a las tropas de Hitler. El filósofo Gabriel Marcel, que había escrito el prefacio de La hora 25, pidió que su prefacio fuese omitido de las futuras ediciones.
Gheorghiu, obedeciendo a su conciencia, no desautorizó nunca claramente sus escritos antisemitas, pero en sus memorias de 1986, escribió: "Me avergüenzo de mí mismo. Me avergüenzo porque soy rumano, como los criminales de la Guardia de Hierro". 
Gheorghiu fue ordenado sacerdote de la iglesia ortodoxa rumana en París el 23 de mayo de 1963. En 1966, el patriarca Justiniano le concedió la cruz del patriarcado rumano por sus actividades litúrgicas y literarias.
Falleció en París en 1992 y fue enterrado en el cementerio de Passy.

## La Hora 25
El libro más conocido de Gheorghiu describe los sufrimientos de un joven e inocente jornalero, Iohann Moritz, durante las ocupaciones alemana, soviética y americana de Europa Central. Iohann es enviado a un campo de trabajo por el jefe de policía de su pueblo que desea a su mujer, Suzanna. Al principio, es catalogado como judío. Más tarde, es "rescatado" por un oficial nazi quien determina que él es un perfecto espécimen ario, y le obliga a entrar en las SS como modelo para la propaganda alemana. Hecho prisionero tras la guerra, es torturado cruelmente por sus captores rusos, y después llevado a juicio por su trabajo para los nazis. Traian, hijo del sacerdote Koruga, es un famoso novelista y diplomático cuyo primer internamiento se produce cuando es capturado como enemigo por los yugoslavos. Una vez juntos en prisión, los dos héroes comienzan una odisea de tortura y desesperación. Al final, Traian muere en un campo de concentración, mientras Iohann es obligado por las Fuerzas Americanas a elegir entre alistarse en el ejército, puesto que la III Guerra Mundial está a punto de empezar, o ser internado en otro campo (junto con su familia) como ciudadano.
En 1967, Carlo Ponti produjo una película también llamada  La hora 25, basada en el libro de Gheorghiu. La película fue dirigida por Henri Verneuil, con Anthony Quinn como Johann (Iohann), Virna Lisi como Suzanna y Serge Reggiani como Traian. Falleció el 22 de junio de 1992 en París.

## Libros
- Ora 25, 1949. The twenty-fifth hour (traducido del rumano por Rita Eldon), Alfred A Knopf, NY, 1950. La Hora 25. (Editorial El Buey Mudo, 2010)
- La seconde chance (La segunda oportunidad), 1952
- L'homme qui voyagea seul, 1954
- Le peuple des immortels, 1955
- Les sacrifiés du Danube, 1957
- Saint Jean bouche d'or, 1957
- Les mendiants de miracles, 1958
- La cravache, 1960
- Perahim, 1961
- La maison de Petrodava (traducido del rumano por Livia Lamoure), Éditions Plon, 1961
- La vie de Mahomet (traducido del rumano por Livia Lamoure), Éditions Plon, 1963. Éditions du Rocher, 1999, ISBN 2268032752
- Les immortels d'Agapia, 1964. Éditions Gallimard, 1998 ISBN 2070402878. The immortals of the mountain (traducido del francés por Milton Stansbury), Regnery Publishing, Chicago, 1969
- La jeunesse du docteur Luther (traducido del rumano por Livia Lamoure), Éditions Plon, 1965
- De la vingt-cinquième heure à l'heure éternelle, Éditions Plon, 1965. Éditions du Rocher, 1990, ISBN 2268010384
- Le meurtre de Kyralessa, 1966. The Death of Kyralessa (traducido del francés por Marika Mihalyi), Regnery Publishing, Chicago, 1968, ISBN 0837179912
- La tunique de peau, Éditions Plon, 1967
- La condottiera, Rombaldi, Collection Le Club de la Femme, 1969
- Pourquoi m'a-t-on appelé Virgil?, Éditions Plon, 1968
- La vie du patriarche Athénagoras, Éditions Plon, 1969
- L'espionne, Éditions Plon, 1973. Éditions du Rocher, 1990, ISBN 2268009858
- Dieu ne reçoit que le dimanche, Éditions Plon, 1975
- Les inconnus de Heidelberg, Éditions Plon, 1977, ISBN 2259001955
- Le grand exterminateur, Éditions Plon, 1978, ISBN 2259003230
- Les amazones du Danube, Éditions Plon, 1978, ISBN 2259004024
- Dieu a Paris, Éditions Plon, 1980, ISBN 2259006132
- Mémoires: Le témoin de la vingt-cinquième heure, Éditions Plon, 1986, ISBN 2259014356